# 上萊瑟山

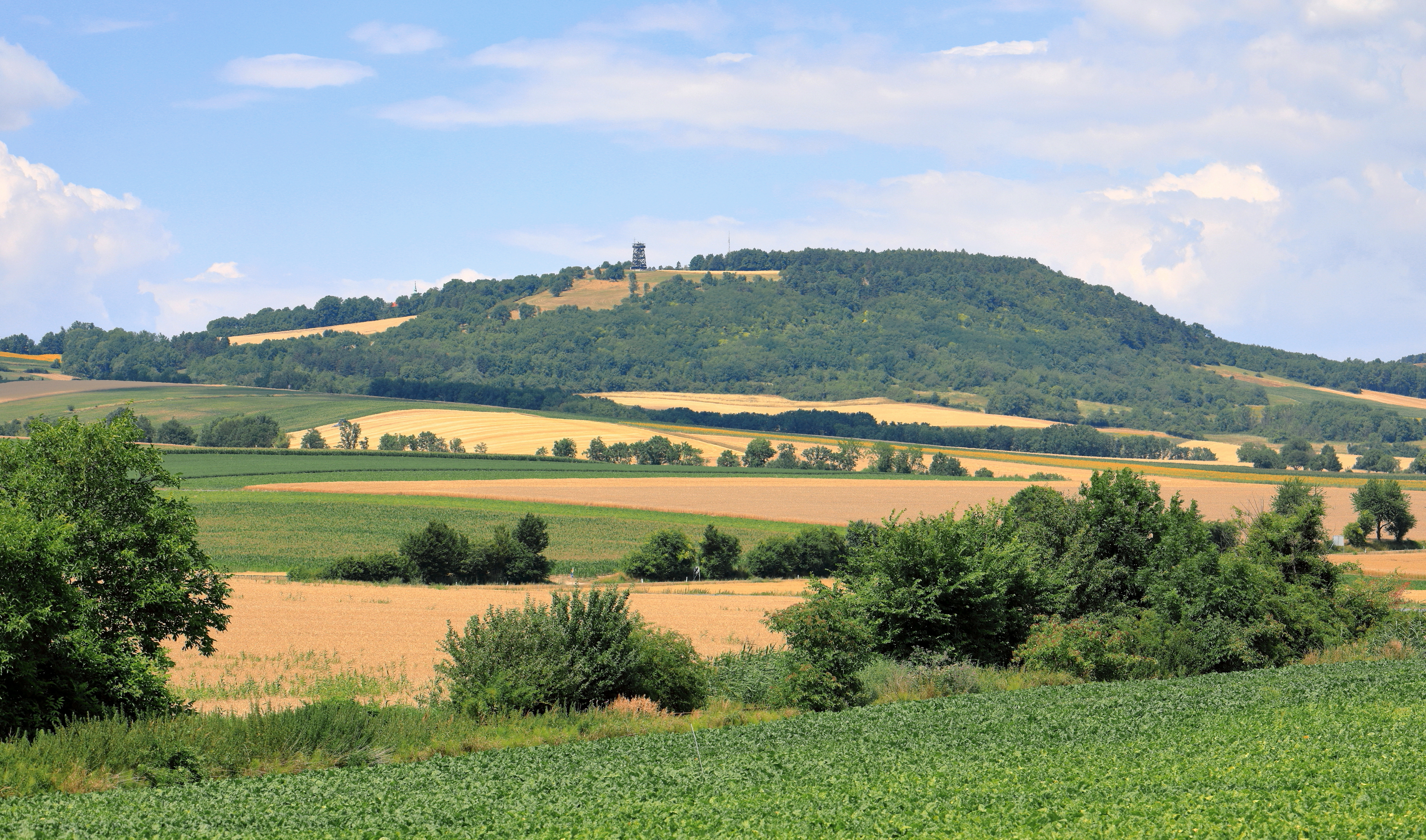

48°33′32″N 16°22′19″E / 48.55889°N 16.37194°E
上萊瑟山（德語：Oberleiser Berg），是奧地利的山峰，位於該國東北部，由下奧地利州負責管轄，屬於萊瑟山的一部分，海拔高度457米，每年平均降雨量824毫米。